# هارولد وود
longitudeهارولد وودlatitudeهارولد وود
هارولد وود (به انگلیسی: Harold Wood) یک ناحیه در لندن است که در منطقه هیورینگ لندن واقع شده‌است.